# Free Willy - La grande fuga
Free Willy - La grande fuga (Free Willy: Escape from Pirate's Cove) è un film del 2010 diretto da Will Geiger. È uscito in dvd e blu-ray il 23 marzo 2010 negli Stati Uniti. È il quarto ed ultimo film della serie di Free Willy, dopo Free Willy - Un amico da salvare, Free Willy 2 e Free Willy 3 - Il salvataggio; a differenza dei primi tre che erano collegati dal personaggio di Jesse (Jason James Richter), questo film non ha alcun collegamento con i precedenti e narra la storia di una nuova orca sempre battezzata Willy.

## Trama
La bambina australiana Kirra viene mandata a stare con suo nonno, Gus, nel suo fatiscente parco divertimenti a Città del Capo, in Sud Africa, quando suo padre viene ricoverato in ospedale per sei settimane. All'arrivo, Kirra viene accolta all'aeroporto da Mansa, uno dei dipendenti di Gus. Kirra inizialmente è scontenta di lasciare suo padre, ma alla fine fa amicizia con un ragazzo di nome Sifiso.
Dopo una violenta tempesta, un cucciolo di orca maschio viene separato dal suo branco e rimane bloccato in una laguna nella proprietà di Gus. La mattina dopo, Kirra scopre l'animale e lo chiama Willy. Willy si rivela un grande successo tra i visitatori del parco, ma lo stress gli impedisce di mangiare. Kirra, preoccupata, lo convince a mangiare.
Il concorrente di Gus, Rolf Woods, viene a sapere della nuova attrazione al parco di Gus e si offre di acquistare Willy per $ 500.000, ma non viene concluso alcun accordo. Dopo molta perseveranza, Kirra convince Gus a chiamare il centro di soccorso marino per chiedere aiuto nella riabilitazione di Willy in mare. Tuttavia, Willy ha capacità di ecolocalizzazione sottosviluppate e non è in grado di sopravvivere senza la sua capsula, rendendolo così inadatto alla riabilitazione. Per non arrendersi, Kirra fa molte ricerche su come addestrare Willy a usare la sua abilità di ecolocalizzazione, nonostante gli venga detto che non esiste un metodo noto per farlo. Quindi cerca e non riesce a dare da mangiare a Willy mentre è bendato.
Rolf, alla disperata ricerca di Willy, assume due uomini e escogita un complotto per avvelenare Willy e indurre Gus a vendere l'orca a un prezzo più conveniente, ma Kirra vede i due al lavoro e sventa il complotto. Gli scagnozzi fuggono, ma Rolf nega di essere a conoscenza della questione, anche se si offre di riacquistare Willy.
Kirra poi si accampa vicino alla laguna per calmare Willy. All'improvviso la sveglia, la trascina in acqua e si lascia cavalcare. In questo modo, Kirra e Willy diventano un doppio atto al parco, attirando molti giornalisti e cameramen. Il denaro guadagnato dall'atto finanzia poi i pesci necessari per l'addestramento all'ecolocalizzazione di Willy. Dopo molti tentativi, Willy impara ad usare l'ecolocalizzazione e riesce a catturare pesci vivi che nuotano nella laguna. Nel frattempo Rolf torna a tentare Gus con un'offerta più bassa per Willy. Di fronte al conto crescente del cibo, Gus accetta di vendere Willy a Rolf per $ 500.000 e insiste che lo scambio avvenga dopo la partenza di Kirra.
Mansa crea un dispositivo di registrazione subacqueo per registrare i suoni di Willy, sperando di usarli per localizzare la capsula di Willy, ma i tentativi di diversi giorni si rivelano infruttuosi. Un giorno Sifiso invita Kirra ad andare al parco safari di suo zio Rudy per distrarsi da Willy. Sulla via del ritorno, vedono un cartellone pubblicitario che pubblicizza Willy come una nuova attrazione per il parco a tema di Rolf. I due tornano di corsa, ma scoprono che Gus ha già firmato l'accordo per vendere Willy. Kirra ha il cuore spezzato e fa promettere a Gus di assicurarsi che Rolf si prenda cura di Willy. Più tardi, quando Kirra scende alla laguna, vede la capsula di Willy. Tuttavia, Gus non le crede.
Kirra e Sifiso vanno a cercare l'aiuto di zio Rudy con il loro piano per riportare Willy nell'oceano. Incapaci di trovarlo, i due rubano un camion con gru e lo riportano a Pirate's Cove. Più tardi, Gus accetta di aiutarli a riportare Willy nell'oceano se la sua capsula può essere trovata. Kirra e Sifiso si dirigono quindi verso il porto con Willy, mentre Gus e Mansa restano per distrarre Rolf, che è già in viaggio. Alla fine trovano la famiglia di Willy e Willy si riunisce a loro. Kirra salta in acqua per salutare Willy.
Kirra viene poi vista salutare Mansa e Sifiso prima di partire per l'aeroporto, promettendo di tornare la prossima estate. Mentre sale sull'aereo, Gus si asciuga una lacrima. Kirra sorride mentre dà un'ultima occhiata a Cape Town. Nel frattempo, Willy e il suo branco nuotano nelle profondità dell'oceano.

## Produzione
Il film è stato girato in Australia Meridionale e a Città del Capo, in Sudafrica . Per il ruolo di Willy è stata usata un'orca meccanica nei primi piani e controfigure disegnate al computer per altre scene.